# پلامن مارکوف
پلامن مارکوف (انگلیسی: Plamen Markov؛ زادهٔ ۱۱ سپتامبر ۱۹۵۷) بازیکن سابق و مربی فوتبال اهل بلغارستان است.
از باشگاه‌هایی که در آن بازی کرده‌است می‌توان به باشگاه فوتبال متس و باشگاه فوتبال زسکا صوفیه اشاره کرد.
وی همچنین در تیم ملی فوتبال بلغارستان بازی کرده‌است.